# Amber Turner
Amber Lily Turner es un personaje ficticio de la serie de televisión australiana Neighbours, interpretada por la actriz Jenna Rosenow del 7 de febrero de 2013 hasta el 8 de enero de 2016. Jenna apareció brevemente el 5 de abril del 2016.

## Biografía
Amber se muda con sus padres Lauren Carpenter y Matt Turner y hermanos Mason y Bailey Turner de Mount Isa a Erinsborough e inmediatamente se quedan con su abuelo Lou Carpenter. Al inicio a Amber no le gusta la idea de mudarse y dejar a sus amigos y a su caballo en Mount Isa. Cuando sus padres hablan con ella y le dicen que sus calificaciones han bajado Amber les promete esforzarse y estudiar más y así mejorar sus notas.
El 8 de enero del 2016 Amber se mudó con su hija Matilda a Brisbane después de aceptar un trabajo ahí.
El 5 de abril del 2016 Amber y Matilda aparecieron nuevamente por skype, luego de que Josh les llamara para despedirse, ya que estaba muriendo por las heridas que había sufrido al quedar atrapado en la explosión ocurrida en el Hotel Lassiter.